# Filosofia del processo
La filosofia del processo attribuisce realtà metafisica al cambiamento e al dinamismo, tenendo quindi nella massima considerazione la dimensione anche storica del tempo.
Quest'approccio si contrappone alle metafisiche di matrice platonica, che pongono una realtà statica e atemporale all'origine degli enti, finendo per negare la processualità e quindi osteggiando tutto ciò che dà valore al divenire. 
Nelle filosofie del processo, il cambiamento non è più relegato all'ambito dell'illusione, sebbene anche in ambito neoplatonico si sia cercato di spiegare la mutevolezza dei fenomeni sensibili conciliandoli con l'eternità dei loro principi intellegibili, concepiti come potenza dinamica in azione.
Tra i maggiori filosofi del processo ci sono, nell'età antica, Eraclito e in età moderna, per esempio, Georg Wilhelm Friedrich Hegel, Ralph Waldo Emerson, Charles Sanders Peirce, Friedrich Nietzsche, John Dewey, Alfred North Whitehead (autore dell'opera forse più rappresentativa di questo orientamento filosofico: Processo e realtà), Charles Hartshorne, Nicholas Rescher, Michel Weber e Gilles Deleuze. Alcuni considerano filosofo del processo anche Arthur Schopenhauer.
Esiste inoltre una teologia del processo, di cui uno dei maggiori rappresentanti è David Ray Griffin.